# Филипсбург (Монтана)
Филипсбург (енгл. Philipsburg) град је у америчкој савезној држави Монтана.

## Демографија
По попису из 2010. године број становника је 820, што је 94 (-10,3%) становника мање него 2000. године.
| Група             | 2000.       | 2010.       |
| Белци             | 854 (93,4%) | 783 (95,5%) |
| Афроамериканци    | 0 (0,0%)    | 1 (0,1%)    |
| Азијати           | 4 (0,4%)    | 2 (0,2%)    |
| Хиспаноамериканци | 21 (2,3%)   | 15 (1,8%)   |
| Укупно            | 914         | 820         |